# Maurice Neumont
Maurice Neumont né le 22 septembre 1868 à Paris où il est mort le 10 février 1930 est un peintre, lithographe, illustrateur et affichiste français.

## Biographie
Élève de Jean-Léon Gérôme à l'École des beaux-arts de Paris, Maurice Neumont expose au Salon des artistes français à compter de 1901 et au moins jusqu'en 1912, dessins, peintures et lithographies ; il devient membre de la société du salon.
Collaborateur à Fin de Siècle, il illustre des auteurs décadentistes comme Victorien Du Saussay et Jane de La Vaudère.
En 1903, il rentre à la Société des peintres-lithographes en tant que membre du comité de direction, aux côtés de Léonce Bénédite, Henri Patrice Dillon, Charles Léandre.
Pendant la Première Guerre mondiale, il réalise des affiches de propagande. Membre de la Société artistique et littéraire « Le Cornet », Maurice Neumont en illustre 56 menus entre le 4 juillet 1904 et le 8 novembre 1929.
Il expose au Salon des humoristes en 1923.
Il est le fondateur, avec Jean-Louis Forain, Francisque Poulbot, Raoul Guérin et Adolphe Willette, de la République libre de Montmartre.
Maurice Neumont est chevalier de la Légion d'honneur.
Il meurt en 1930 au 1, place du Calvaire dans le 18e arrondissement de Paris, où une plaque lui rend hommage. Il est inhumé à Paris au cimetière des Batignolles (26e division).

## Neumont et la Première Guerre Mondiale

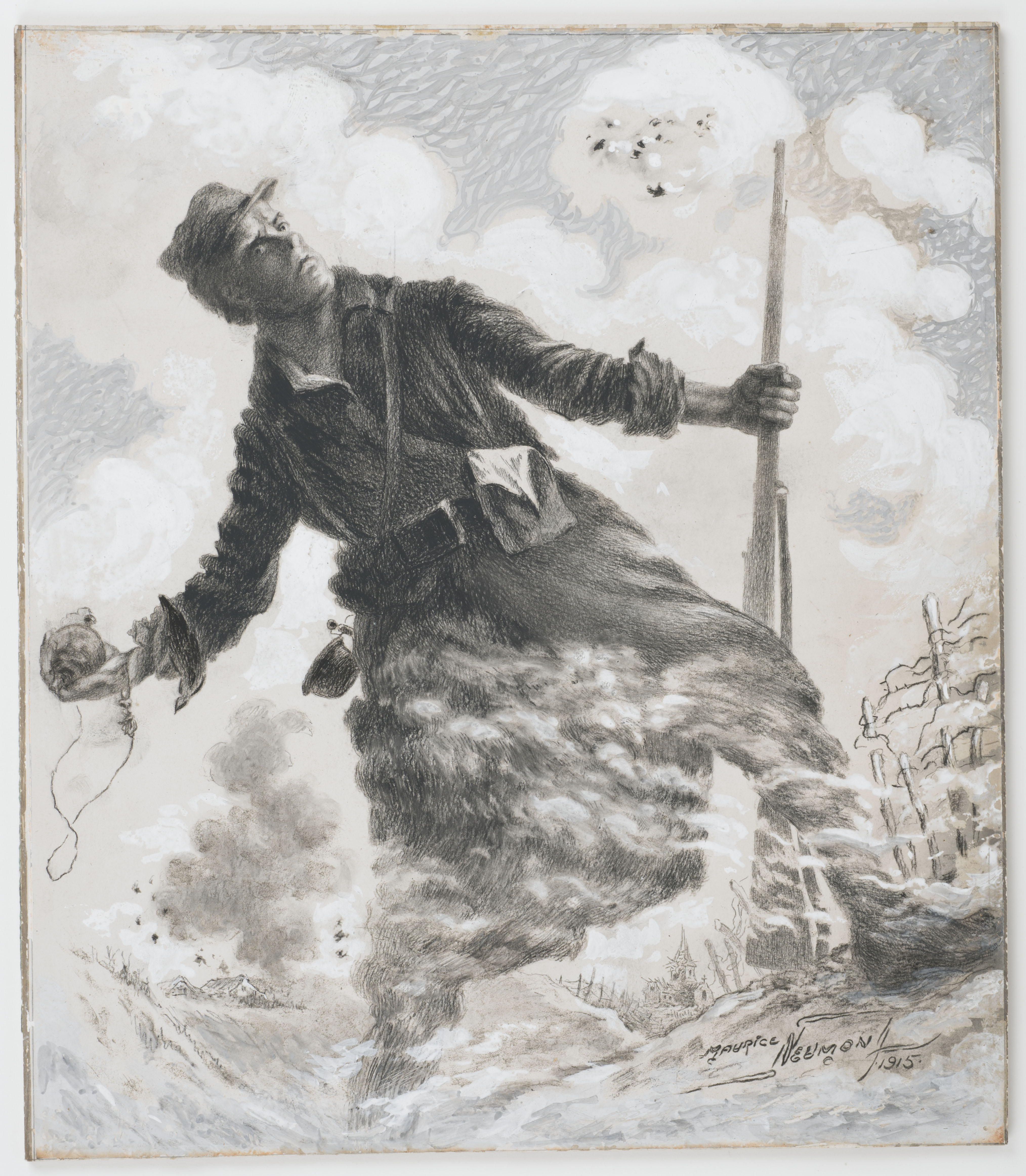
Le Grenadier, Maurice Neumont, 1915, conservé à la Contemporaine

Pendant la guerre, Maurice Neumont met son métier d’affichiste au service de la propagande nationale. C’est le cas notamment de l’affiche intitulée le Grenadier, datant de 1915. Cette affiche a été réalisée au crayon lithographique, ce qui lui donne des allures de croquis. Elle met en scène un grenadier, fusil dans la main gauche et grenade dans la main droite, en contreplongée, dans un paysage enneigé suggéré par les rehauts de blanc. Il semble déterminé, son courage transparait en même temps que sa fatigue. Le cadrage de cette œuvre amplifie sont élan et vise à glorifier ce soldat et mettre en valeur les combattants des tranchées.
Ce dessin fut utilisé comme affiche dans le cadre de la journée du Poilu les 25 et 26 décembre 1915, organisée par le Parlement. Le but de cette œuvre est alors d’inciter les français à participer à la "quête de Noël des Poilus". Dans la version de l’affiche, la représentation diffère légèrement. L’image se met alors au service de la communication de l’Etat. Le paysage et ici une ville en ruines sur fond d’explosion, ce qui participe encore plus à la glorification du soldat représenté. Par ailleurs, le ciel est teinté de rouge dans cette dernière version.
Par cette œuvre, Maurice Neumont participe à un phénomène plus grand de la représentation des soldats au front. Le reportage du front est alors très contrôlé et se doit de soutenir les décisions de l’Etat et garder le moral des populations. Comme Neumont, ces images empruntent alors au vocabulaire esthétique de la grande peinture d’histoire et privilégient les scènes d’assaut pour souligner le courage de ces hommes.        

Œuvres de Maurice Neumont
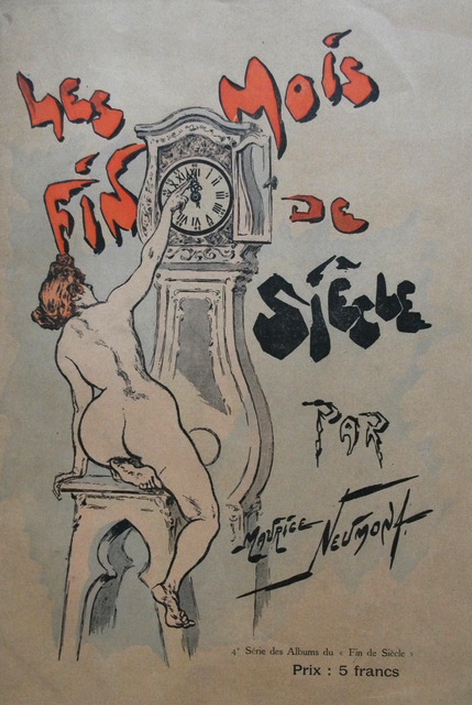
« Le Mois Fin de Siècle », album du Fin de siècle, 4e série (vers 1899).
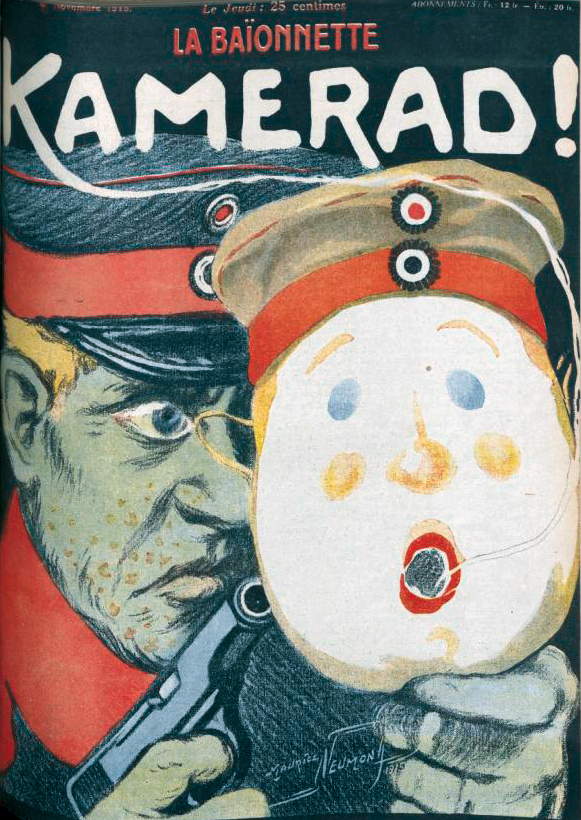
« Kamerad ! », couverture de La Baïonnette du 4 novembre 1915.
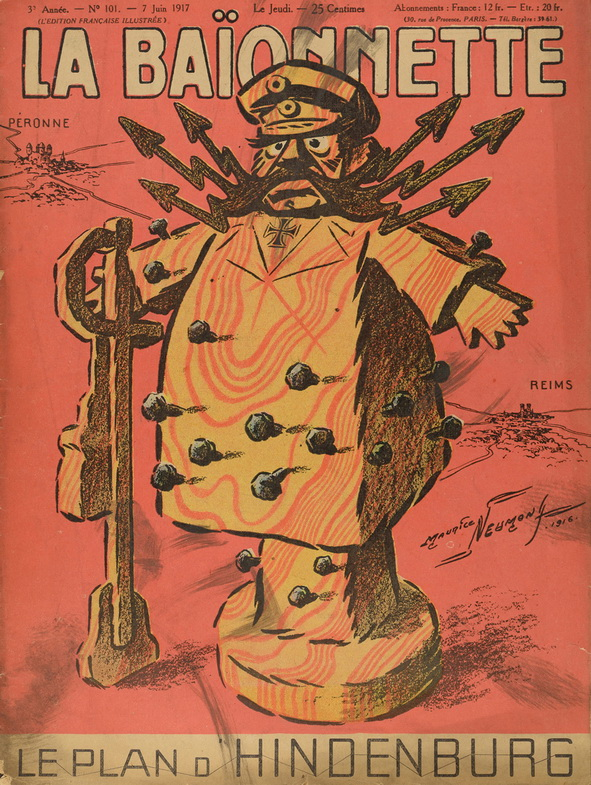
« Le plan d’Hindenburg », couverture de La Baïonnette du 7 juin 1917.
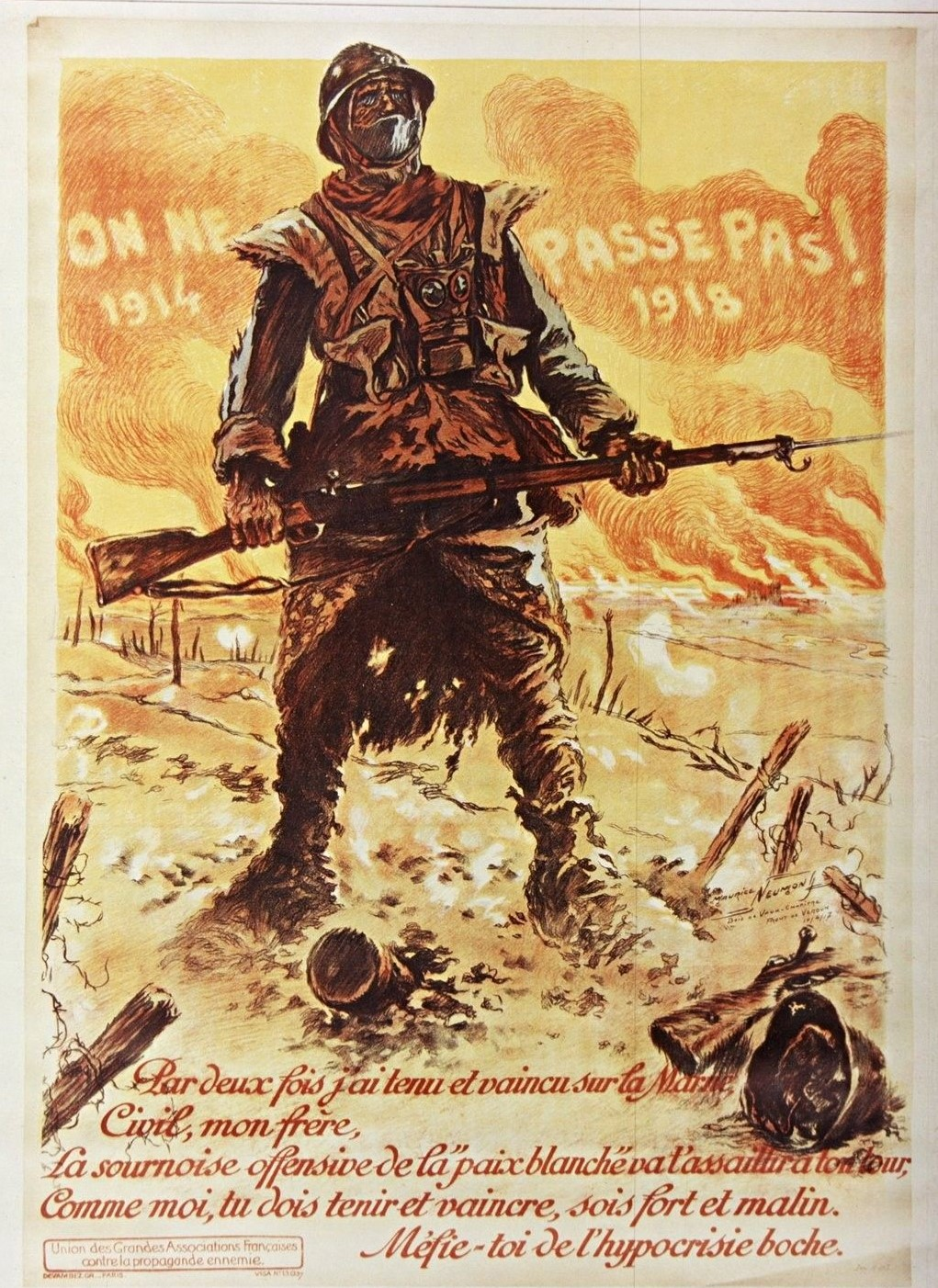
On ne passe pas ! (1918), affiche contre la paix blanche.
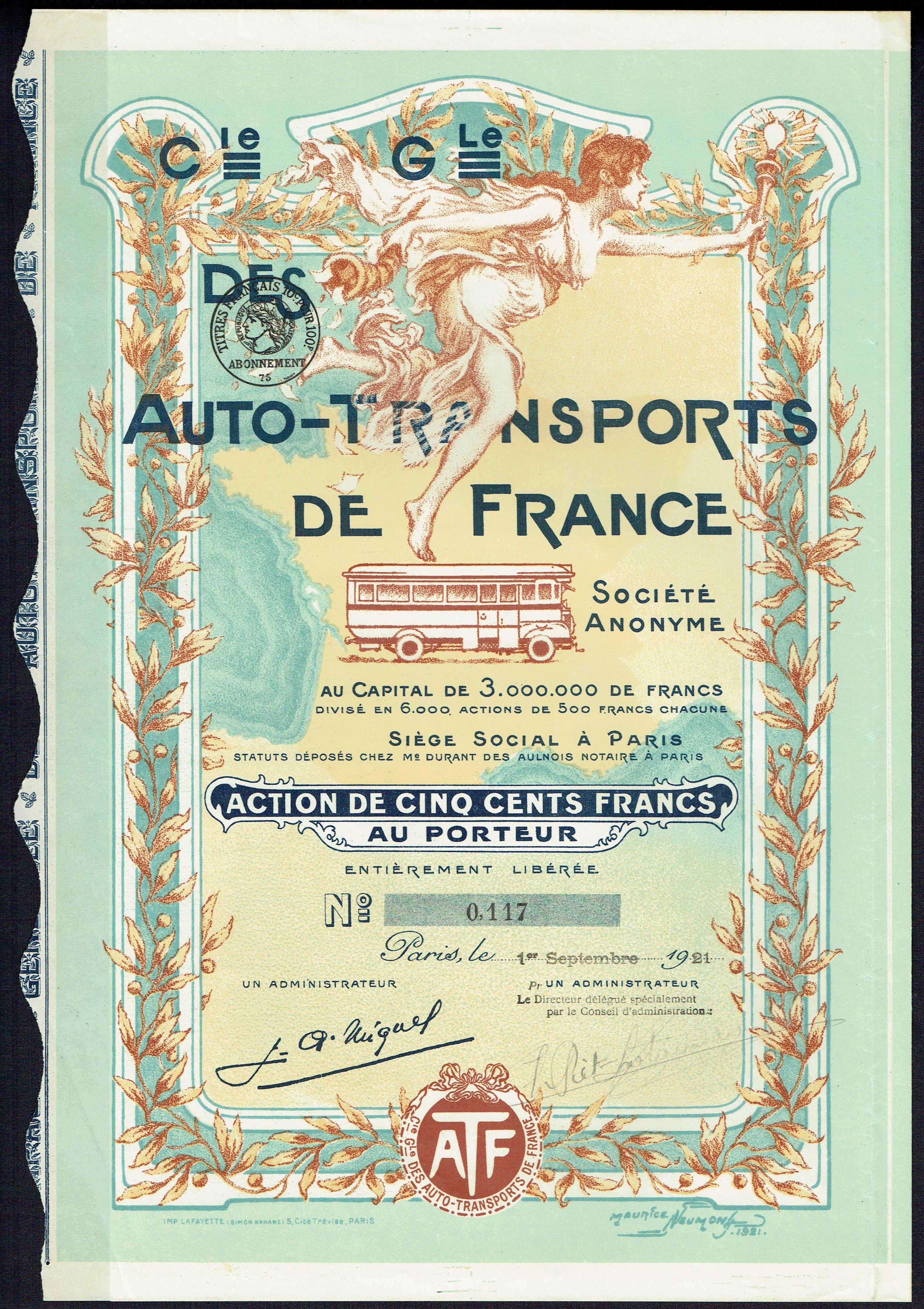
Compagnie générale des Auto-Transports de France, action en date du 1er septembre 1921.